# Fructosamine
Fructosamine is een stof die gevormd wordt door een reactie tussen fructose en ammoniak of een amine. Het behoort bijgevolg tot de stofklasse der aminosuikers. Fructosamines worden ook gevormd wanneer de carbonylgroep van glucose reageert met de aminogroep van een eiwit. Fructosamines die worden gevormd uit eiwitten die in het bloed aanwezig zijn (voornamelijke albumine) worden ook wel geglycosyleerd serumeiwit genoemd, of soms geglycosyleerd albumine. 

## Gebruik van fructosamine in de diagnostiek van diabetes
Fructosamines kunnen gebruikt worden om de glucoseconcentratie te bepalen over een langere periode en zo te beoordelen of glucosespiegels bij diabetici onder controle zijn over een langere tijd. Het is namelijk zeer belangrijk om te weten wat de gemiddelde bloedsuikerconcentratie van de afgelopen weken is geweest aangezien een langdurig verhoogd bloedsuiker kan leiden tot complicaties. Als het glucosegehalte in het bloed langdurig verhoogd is, zoals bij patiënten met diabetes, kunnen glucosemoleculen aan eiwitten binden. In een klinisch chemisch laboratorium kan de hoeveelheid fructosamine in het bloed gemeten worden. Vroeger werd dit als parameter gebruikt bij het controleren van diabetespatiënten. Tegenwoordig wordt HbA1c als parameter gebruikt.  Het gehalte fructosamine geeft de gemiddelde bloedsuiker van de afgelopen 2-3 weken weer, terwijl het HbA1c dit van de afgelopen 8-10 weken weergeeft. Bovendien overlappen de referentiewaarden van fructosamine de waarden van diabetici. Gezonde mensen hebben een fructosamine waarden in het bloed tussen 205 tot 285 μmol/l en diabetici tussen 228 en 563 μmol/l. 

## Streefwaarde fructosamine
Streefwaarde van het HbA1C bij diabetespatiënten is 53 mmol/mol of lager (in oude eenheden 7% of lager). Een reden om een fructosamine te bepalen is als de HbA1c waarde niet betrouwbaar is zoals bijvoorbeeld bij patiënten die instabiele hemoglobinemoleculen hebben of een verhoogde afbraak van rode bloedcellen zoals bij hemoglobinopathie of hereditaire sferocytose.